# 3 Dage i Nord
3 Dage i Nord (eller “3 Dage i Nord - Fusion Tembo Cup” af sponsorårsager) er en dansk løbsserie som består af tre selvstændige DCU licensløb ved Bjergby, Hanstholm og Klarup.
De tre cykleklubber Thy Cykle Ring, Cykle Clubben Hjørring og Aalborg Cykle-Ring gik i 2017 sammen om at gøre deres tre selvstændige løb til en cup, hvor der efter det sidste løb i Aalborg kunne kåres en samlet vinder. De tre klubber havde indtil 2016 hver arrangeret deres eget løb i påsken.
Serien bliver kørt efter pointsystem (pointgivning 50-1, vinderen af et løb får 50 point, nr. 2 får 49 point osv.). Rytteren med højeste pointscore efter de tre løb vinder cuppen og den gule førertrøje. Der køres løb for ungdomsryttere i U-klasserne og ældre ryttere i master-klassen, ligesom der kåres en vinder i eliteklasserne.

## Vindere

### Dame A
| År   | Vinder                     | Toer                        | Treer                       |        |
| ---- | -------------------------- | --------------------------- | --------------------------- | ------ |
| 2017 | Michelle Lauge Quaade      | Maria Julie Høiriis Nielsen | Rikke Bak Oytan             |        |
| 2018 | Marlene Jakobsen           | Josefine Huitfeldt          | Rikke Bak Oytan             |        |
| 2019 | Birgitte Ravndal           | Birgitte Krogsgaard         | Amalie Lutro                |        |
| 2020 | aflyst                     | aflyst                      | aflyst                      | aflyst |
| 2021 | Karoline Hemmsen           | Bianca Christiansen         | Mille Troelsen              |        |
| 2022 | Marita Jensen              | Birgitte Ravndal            | Marie-Louise Hartz Krogager |        |
| 2023 | Marita Jensen              | Mia Sofie Rützou            | Tusnelda Svanholmer         |        |
| 2024 | Maja Winther Brandt Heisel | Matilda Frantzich           | Julie Nielsen Maribo        |        |
| 2025 | Amalie Kvist Nybroe        | Marita Jensen               | Caroline Kirk Schad         |        |

### Herre A
| År   | Vinder                     | Toer               | Treer                   |        |
| ---- | -------------------------- | ------------------ | ----------------------- | ------ |
| 2017 | Kristoffer Ylven Westgaard | Jakob Frandsen     | Jesper Odgaard Nielsen  |        |
| 2018 | Andreas Stokbro            | Daniel Lyhne       | Patrick Clausen         |        |
| 2019 | Oliver Wulff Frederiksen   | Niklas Larsen      | Jannik Hyldtoft Hansen  |        |
| 2020 | aflyst                     | aflyst             | aflyst                  | aflyst |
| 2021 | Nils Lau Nyborg Broge      | Rasmus Bøgh Wallin | Sebastian Ryttersgaard  |        |
| 2022 | Frederik Irgens Jensen     | Hugo Forssell      | Sebastian Ryttersgaard  |        |
| 2023 | Joshua Gudnitz             | Rasmus Bøgh Wallin | Henrik Breiner Pedersen |        |
| 2024 | Martin Szokody             | Hugo Forssell      | Ludvik Holstad          |        |
| 2025 | Matias Malmberg            | Mads Andersen      | Aleksander Nilsen       |        |